# S.E. Hinton
Susan Eloise "S.E." Hinton, född 22 juli 1948 i Tulsa i Oklahoma, är en amerikansk författare. Hon debuterade som tonåring. Flera av hennes böcker har blivit filmatiserade. Hennes bok That Was Then, This Is Know (på svenska Yesterday) publicerades år 1971 men den blev klar år 1970. Några månader efter att hon blev klar med boken gifte hon sig med sin pojkvän.